# Constantino Luís Paleta
Constantino Luís Paleta (Juiz de Fora, 14 de outubro de 1863 — Juiz de Fora,  27 de dezembro de 1938) foi um advogado, jornalista e político brasileiro. Exerceu o mandato de deputado federal constituinte por Minas Gerais em 1891 e deputado federal de 1891 até 1893.

## Carreira Política
Após a Proclamação da República, em 21 de janeiro de 1890, acumulou a função de Agente Executivo quando o governo provisório de Minas Gerais, através de seu delegado, dissolveu a Câmara Municipal e criou em substituição um “Conselho de Intendência”. No ano seguinte, foi eleito deputado federal, quando participou da elaboração do texto e foi signatário da primeira Constituição republicana do país, promulgada no dia 24 de fevereiro de 1891.
Com a posse do vice-presidente Floriano Peixoto, após a renuncia de Deodoro, em 23 de novembro de 1891, foi nomeado ministro das Relações Exteriores. Declinou do convite e no mesmo dia o almirante Custódio José de Melo assumiu o cargo. Permaneceu então na Câmara dos Deputados até o final do seu mandato, tendo em 1893 integrado a Mesa Diretora como segundo vice-presidente da Câmara. Em 1932 assumiu a presidência da 4ª Subseção da Ordem dos Advogados em Minas Gerais, em Juiz de Fora, na qual permaneceu até 1935.

## Homenagens
Foi homenageado com uma rua em seu nome na sua ciadade natal de Juiz de Fora, a rua Constantino Paleta.